# Монастырь Святого Паисия
Анба-Бешой (Анба Бишой, Дейр-Амба-Вишой, Аба-Бишо, монастырь Святого Паисия, монастырь преподобного Псоя) — сохранившийся с древности крупный коптский монастырь. Расположен во впадине Вади-эн-Натрун в Северной Африке, в мухафазе Бухейра в Египте, в северо-восточной части Ливийской пустыни к западу от дельты Нила, в 110 км от Каира. В 1990 году число насельников достигало 150, в том числе 16 послушников.
Основан преподобным Паисием Великим в IV веке. Здесь же Паисий Великий был погребён после смерти. В монастыре хранятся мощи преподобного Паисия Великого.
В мае 1979 года в монастыре прошла конференция «Место монашества в рамках свидетельства церкви сегодня», в которой приняли участие 40 представителей 14 православных и дохалкидонских церквей, членов Всемирного совета церквей, а также наблюдатели из других церквей.
В 1976 году монастырь посетила делегация Русской православной церкви во главе с митрополитом Ленинградским и Ладожским Никодимом (Ротовым). В 1990 году монастырь посетили паломники из России. Осенью 1991 года монастырь посетил патриарх Московский и всея Руси Алексий II.
В ходе революции в Египте выпущенные на свободу из тюрем вооружённых уголовники 10 февраля 2011 года напали на коптский монастырь Павла Фивейского, недалеко от побережья Красного моря. Коптские монастыри обратились за помощью к египетской армии. Получив отказ, монастыри возвели внешние стены. Египетская армия снесла эти стены бульдозерами. 23 (по другим данным 24) февраля 2011 года армия открыла огонь. Ранения получили четверо сотрудников монастыря Святого Паисия и монах (по другим данным шестеро сотрудников и два монаха).